# Dąbrowa-Łazy (województwo podlaskie)
Dąbrowa-Łazy – wieś w Polsce położona w województwie podlaskim, w powiecie wysokomazowieckim, w gminie Szepietowo.
Zaścianek szlachecki Łazy należący do okolicy zaściankowej Dąbrowa położony był w drugiej połowie XVII wieku w ziemi drohickiej województwa podlaskiego. W latach 1975–1998 miejscowość administracyjnie należała do województwa łomżyńskiego.
Wierni kościoła rzymskokatolickiego należą do parafii św. Stanisława Biskupa i Męczennika w Dąbrowie Wielkiej.

## Historia
W roku 1576 podatek z Długiej Dąbrowy-Dzięcieli-Łazów płacili:
- Salomon syn Piotra – od 2 osiadłych półwłóczków
- Stanisław syn Wojciecha – od 1 półwłóczka i 1 zagrodnika
- Maciej syn Trojana, również w imieniu innych współwłaścicieli – od 7 1/2 włók szlacheckich[9]

W roku 1580 Jakub Trojan, woźny ziemski, dał podatek z cześnikami swemi od 30 włók.
W 1673 r. we wsi było 12 gospodarzy:
- Dąbrowscy o przydomkach: Kazimierczyk, Szczygieł, Zupek
- Godlewski, Rosochaci, Szepietowski, Święcki, Tymiński, Kłosek, Żebrowski, Pawiński, Grodzki[9]

W XIX w. miejscowość tworzyła tzw. okolicę szlachecką Dąbrowa w powiecie mazowieckim, gmina Szepietowo, parafia Dąbrowa Wielka
.
W roku 1827 w skład okolicy wchodziły:
- Dąbrowa-Bybytki, 9 domów i 66 mieszkańców. Folwark Bybytki z przyległymi w Łazach i Nowejwsi o powierzchni 324 morgów
- Dąbrowa-Cherubiny, 17 domów i 95 mieszkańców
- Dąbrowa-Gogole, 14 domów i 71 mieszkańców
- Dąbrowa-Kity, 3 domy i 23 mieszkańców
- Dąbrowa-Łazy, 29 domów i 170 mieszkańców
- Dąbrowa-Michałki, 21 domów i 125 mieszkańców
- Dąbrowa-Moczydły, 24 domy i 149 mieszkańców
- Dąbrowa-Nowawieś
- Dąbrowa-Szatanki, 8 domów i 60 mieszkańców
- Dąbrowa-Tworki, 6 domów i 46. mieszkańców
- Dąbrowa Wielka, 25 domów i 65 mieszkańców
- Dąbrowa-Dołęgi, 28 domów i 139 mieszkańców
- Dąbrowa-Rawki, 17 domów i 127 mieszkańców (nie istnieje)
- Dąbrowa-Zgniła, parafia Jabłonka, 31 domów i 150 mieszkańców (nie istnieje)[10].

Obecnie istnieją również:
- Dąbrowa-Kaski
- Dąbrowa-Wilki
- Dąbrowa-Zabłotne

W 1862 r. wzmiankowany, mieszkający przy przejeździe kolejowym dróżnik – Piotr Obrębki. W czasie Powstania styczniowego, Julian Dąbrowski, dziedzic z Dąbrowy-Łazów pełnił rolę naczelnika policji i sędziego rewolucyjnego.
W roku 1921 naliczono tu 57 budynków z przeznaczeniem mieszkalnym oraz 1 inny zamieszkały i 352 mieszkańców (165 mężczyzn i 187 kobiet). Narodowość polską podało 328 osób, a 24 żydowską.

### Szkoła
Od 1920 roku 1. klasowa szkoła powszechna, liczyła 91 uczniów, 1922 – 49, 1923 – 46, 1924 – 45. W roku 1930 szkoły nie było.
Nauczyciele: 1925–1927 – Wojnówna Aniela, 1928 – Dąbrowska Aniela.

## Współcześnie
Wieś typowo rolnicza. Produkcja roślinna podporządkowana hodowli krów i produkcji mleka.
Przez miejscowość przebiega droga powiatowa 2081B. W pobliżu znajduje się przystanek kolei Białystok–Warszawa.

## Obiektyzabytkowe

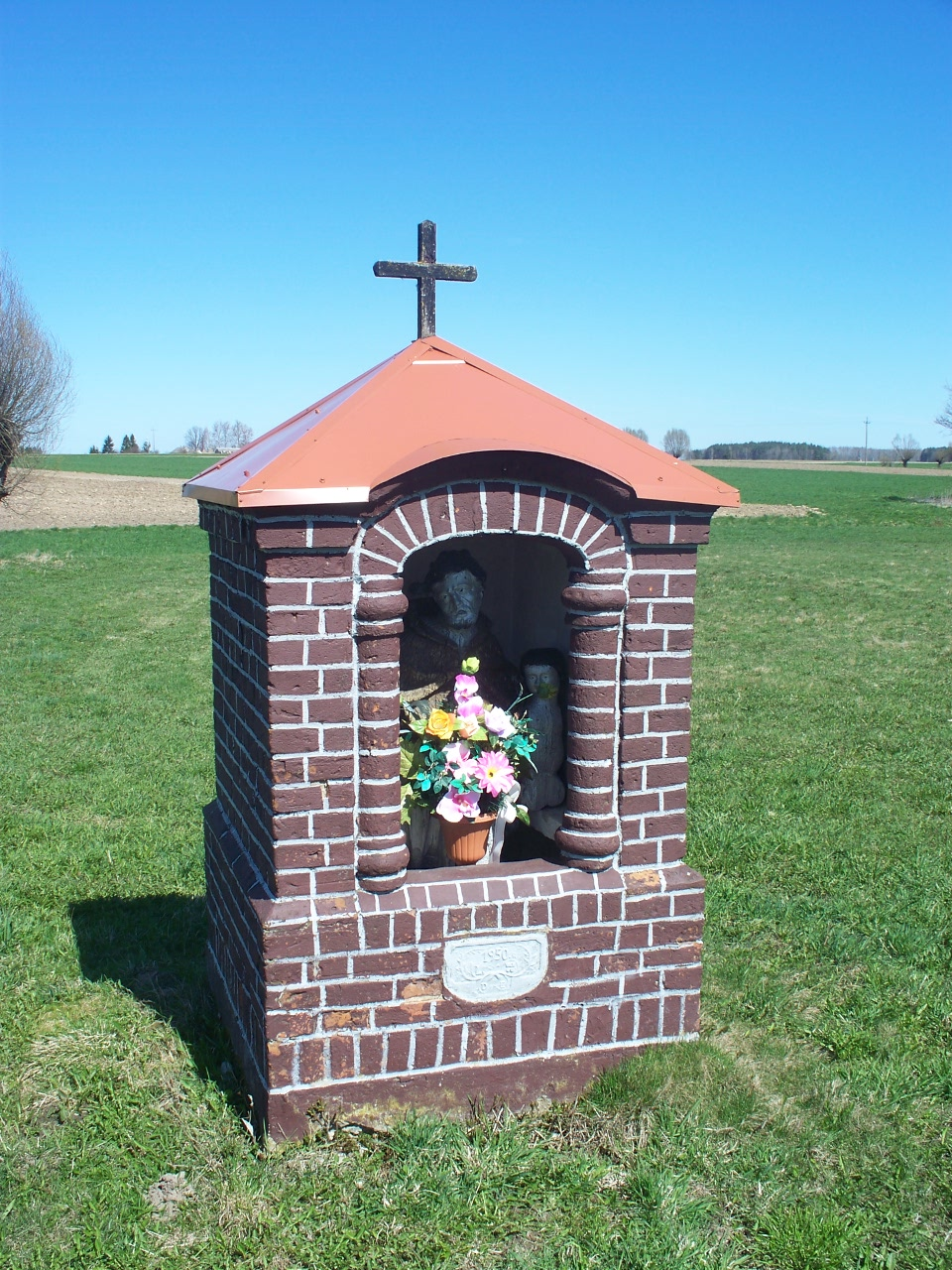
Kapliczka przydrożna z rzeźbą św. Jana Nepomucena z XIX w

- około 500 m za wsią drewniany wiatrak, odrestaurowany przez Muzeum Rolnictwa w Ciechanowcu
- dróżniczówka murowana z początku XX w.[13]
- piwnica murowana z roku 1939
- kapliczka przydrożna z rzeźbą św. Jana Nepomucena
- krzyż przydrożny, metalowy z cokołem kamiennym z 1890 r.[14]

## Galeria

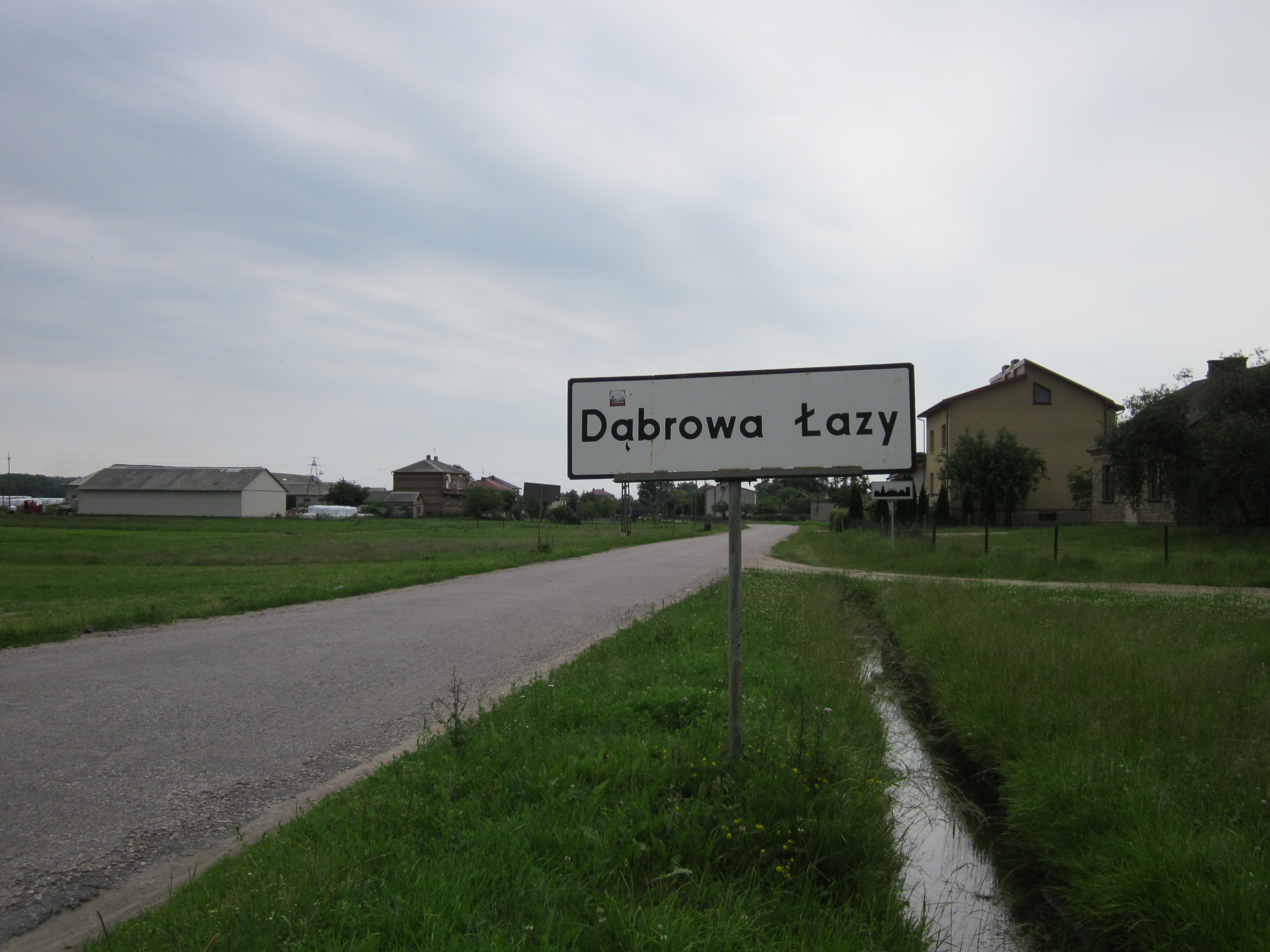
Granica miejscowości
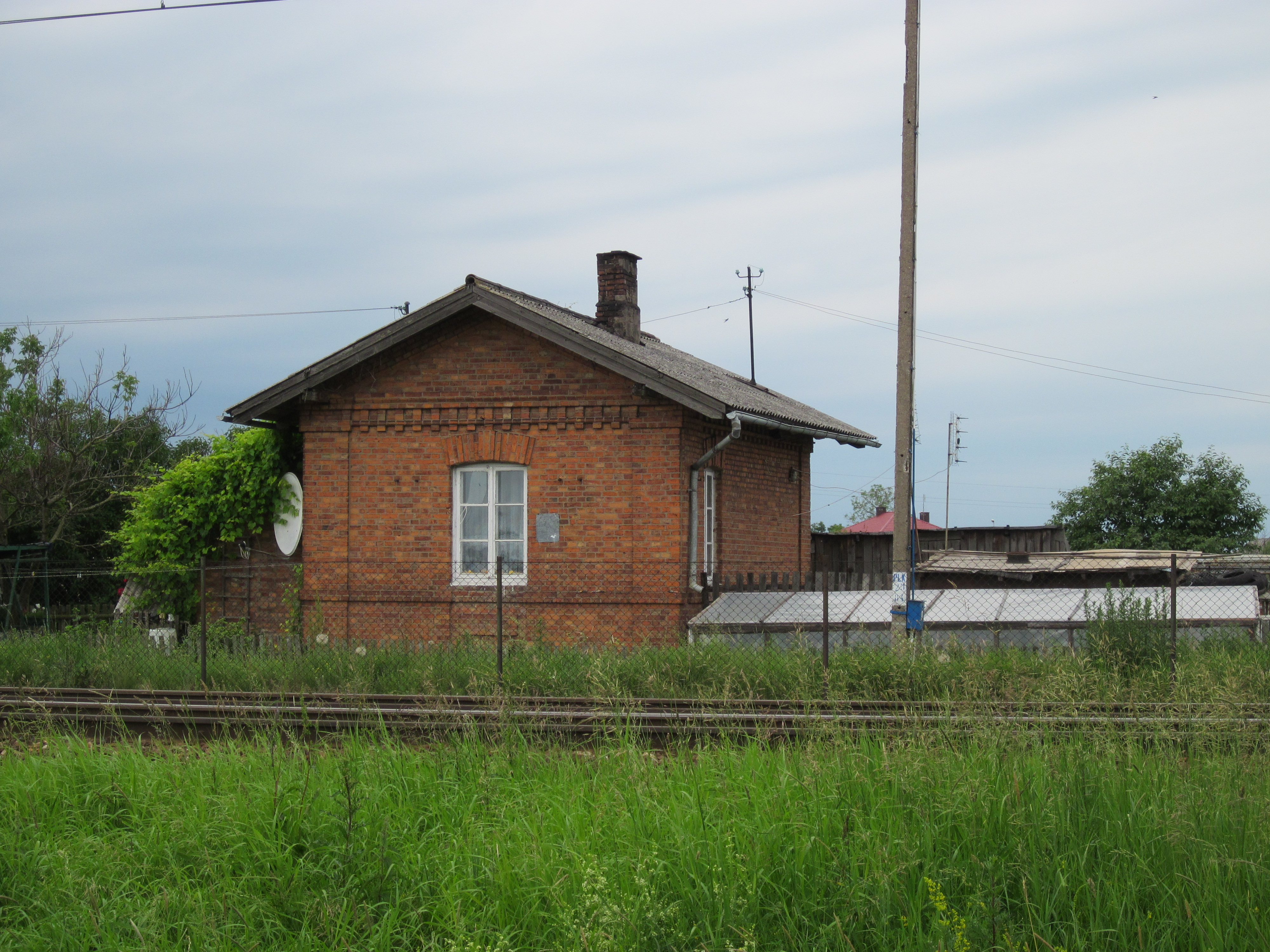
Dróżniczówka
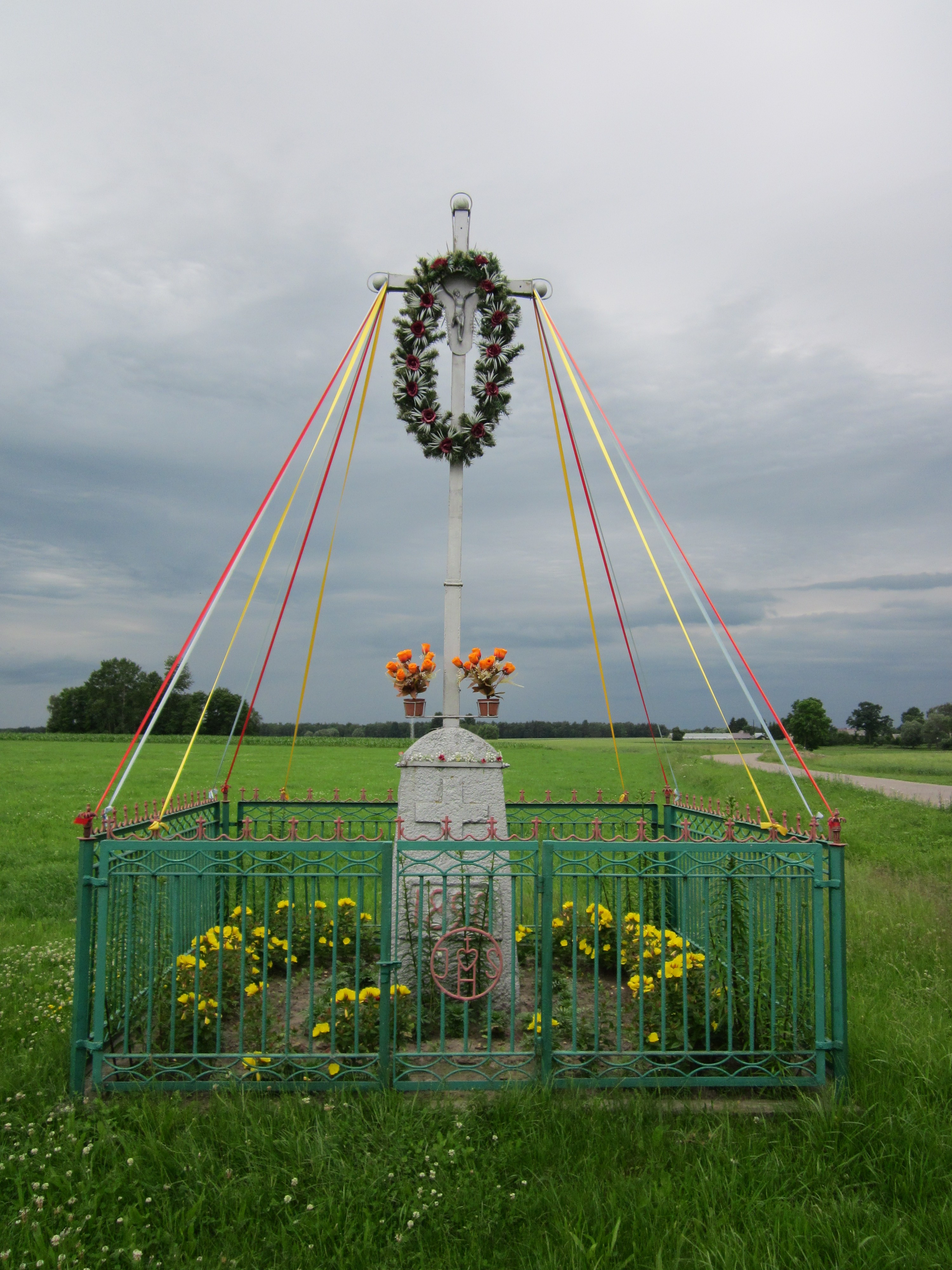
Krzyż przydrożny
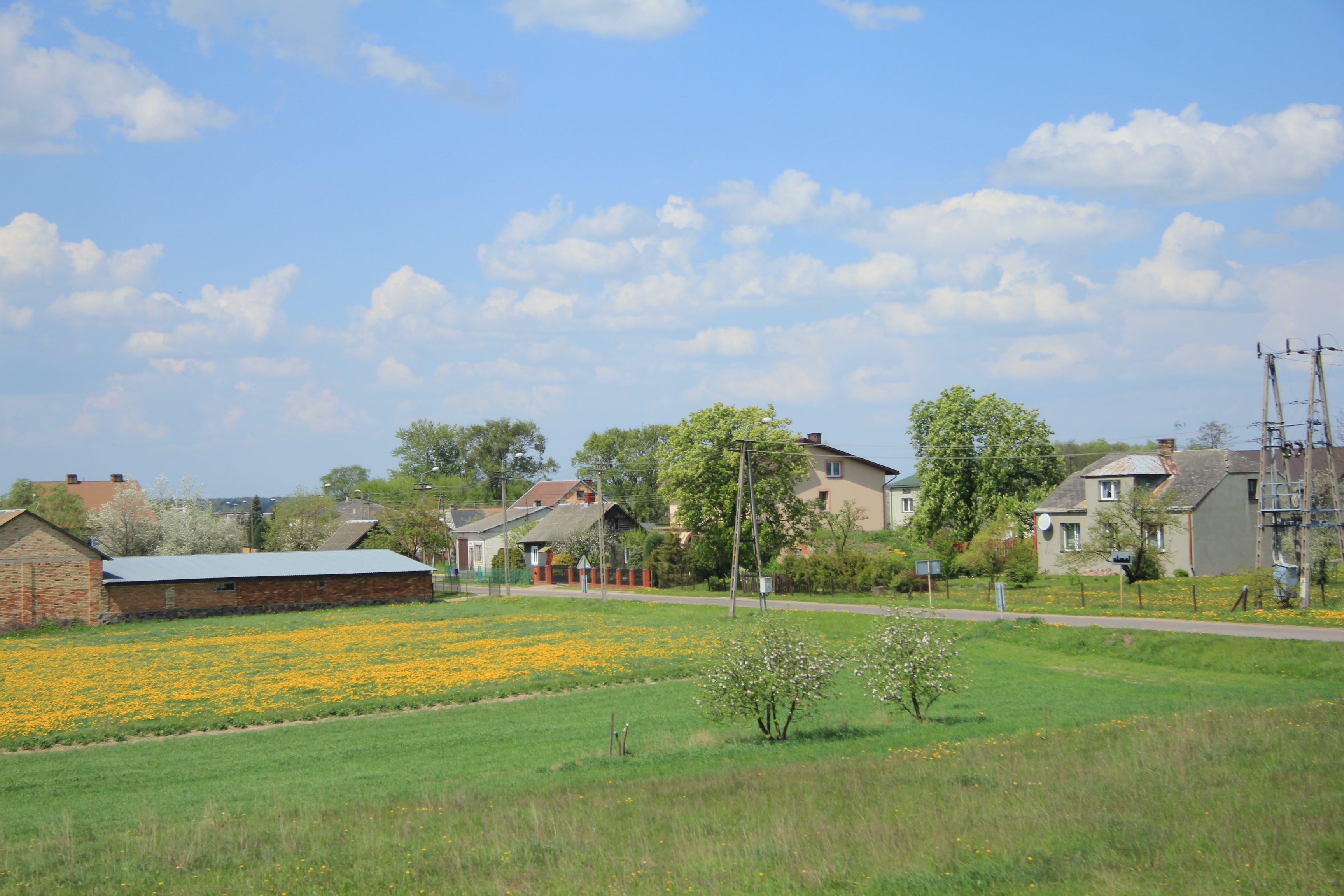
Domy